# Pragmàtica
|  | Aquest article tracta sobre la branca de la lingüística. Si cerqueu el concepte referent al dret, vegeu «pragmàtica (dret)». |

La pragmàtica és la part de la lingüística que estudia la llengua en relació amb el seu ús i les persones que en són usuàries, i se centra especialment en les característiques dels actes de parla, la dixi i les inferències. La pragmàtica es relaciona estretament amb la pràctica i a vegades es pren com a sinònima. Així enllaça amb les teories filosòfiques de la praxi, de l'epistemologia o de la utilitat. Ha estat considerada, amb poc de fonament, una branca de la lingüística que estudia la llengua des del punt de vista de l'ús que en fan els usuaris. En un primer moment fou formulada com a pragmatisme, a les darreries del segle XIX. Avui dia constitueix la disciplina que estudia l'ús en la llengua. Conjuntament amb la semiòtica, ha representat una de les disciplines que reclouen aquella lingüística de què parlàvem al començament. En fer intervenir la intenció en activitats humanes, com és la comunicació, assenyala com a postulat fonamental de l'estudi pragmàtic la importància del context, que esdevé factor essencial per a assolir la comprensió del significat. Pel simple fet de centrar-se en l'ús, tal com es va concebre inicialment, la pragmàtica està relacionada internament amb altres disciplines que tenen en compte aspectes socials com ara la sociolingüística, per la comunitat d'usuaris que s'entenen; la sociologia, pel mateix context social on s'esdevé; o la psicologia, per la intenció comunicativa que implica en la parla, a més d'allò que es diu.
Com a disciplina, apareix perfectament constituïda en la dècada del 1930 a Chicago. Se centra en l'ús o l'efecte que es produeix sobre els altres. Les diferents escoles pragmàtiques: estructuralista, funcionalista, generativa transformacional, logico-sintàctica, semàntica, semiòtica, han acabat de perfilar llur objecte d'estudi però no el subjecte. El darrer ha acabat situant-se, d'una manera bàsica, en el discurs, en la cortesia o en la gestualitat humanes. Altres direccions prenen el sentit de les ambigüitats o dels contrafactuals. El pragmatista espanyol José Portolés Lázaro sintetitza, així, les tres grans tendències dins la pragmàtica pel que fa a la concepció de l'objecte d'estudi:
- Pragmàtica = Significat menys condicions de veritat: segons aquesta visió, l'objecte d'estudi de la pragmàtica seria aquella part del significat lingüístic que queda fora de l'anomenada semàntica veritativa, és a dir, la part del significat que no pot ser avaluada en termes de veritat o mentida. Per exemple, un enunciat com "Jo us declaro marit i muller" no pot ser analitzat com a vertader o fals sinó en termes d'acció. Així, la pragmàtica seria un mòdul d'estudi gramatical que vindria després de la semàntica. Aquesta perspectiva seria l'acceptada per la gramàtica generativa, la teoria de la pertinència, filòsofs del llenguatge com Paul Grice o tot un seguit de pragmatistes.
- Competència pragmàtica = Competència comunicativa: aquesta perspectiva assumeix que l'objecte d'estudi de la pragmàtica és tot allò que té a veure amb l'anomenada competència comunicativa, és a dir, tot el conjunt de recursos que el parlant té interioritzats en relació amb la comunicació i la interacció lingüístiques.
- La pragmàtica com a perspectiva = aquest corrent considera que la pragmàtica no és un mòdul d'estudi lingüístic semblant a la fonètica, la sintaxi o la semàntica, sinó una perspectiva d'anàlisi que pot aplicar-se a qualsevol d'aquestes parcel·les de la tasca lingüística.

## Elements díctics
Hi ha determinats elements que no tenen pas significat per ells mateixos, sinó que depenen completament del context, són els anomenats díctics. Els díctics per excel·lència són els pronoms, que canvien de sentit segons l'element que substitueixen, que es dedueix del discurs precedent. Els demostratius i locatius també varien, ja que 'aquí', per exemple, vol dir coses diferents segons s'adapti el punt de vista d'un interlocutor o d'un altre. Totes les paraules lligades al temps, l'espai o la persona són proclius a ser díctics.
No s'ha de confondre un díctic amb un element buit, com la preposició, que altera el seu significat segons la paraula que acompanya perquè la preposició només té sentit gramatical i no lèxic. La pragmàtica estudia com afecten els díctics la comprensió del missatge i l'estil (s'usen sovint per no repetir elements). Els díctics poden anar acompanyats d'elements de comunicació no verbal com els gestos que precisen més encara el significat.

## Inferències, pressuposicions i implicacions
Els parlants donen per suposada molta informació per un principi d'economia. La pragmàtica analitza quina informació es dona per suposada, com s'hi accedeix i quines interferències de comprensió pot provocar. Les inferències i pressuposicions són frases o conceptes que l'emissor creu que el receptor posseeix i que, per tant, no cal mencionar-los. En canvi, les implicacions són relacions lògiques que queden establertes en el discurs mateix.
La capacitat d'inferir correctament la informació depèn de molts factors: que el referent sigui conegut per tots els participants, que el nivell sociocultural sigui similar, que la memòria a curt termini recuperi la frase adient per desencadenar el record i que el llenguatge no sigui ambigu.
Perquè els interessos comunicatius comuns funcionin, és necessari, a més a més, que la conversa respecti una sèrie de màximes que Grice proposa i que anomena Principi Cooperatiu:
- Màxima de quantitat: el receptor suposa que l'emissor dona la quantitat d'informació necessària per a la comprensió, ni més ni menys;
- Màxima de qualitat: se suposa la veritat d'allò que s'afirma (confiança a priori en l'interlocutor);
- Màxima de rellevància: el missatge a inferir té relació amb el tema de conversa;
- Màxima de mode: sigui clar; sigui breu; sigui ordenat.

La transgressió de les màximes provoca la falta de contribució a la conversa. Un cas excepcional és la ironia, implicatura -que no implicació- on es viola la literalitat de l'enunciat amb el consentiment de tots els participants i no afecta el missatge. La majoria de recursos literaris tampoc no s'ajusten a les màximes.

## Actes de parla
Austin i Searle van proposar la teoria dels actes de parla, segons les quals determinats verbs i paraules causen accions i no només enuncien fets. Per tant, tenen implicacions pragmàtiques que van més enllà de l'intercanvi d'informació. En serien exemples "prometre", "preguntar", "lloar"...